# Security-Widefield
Security-Widefield is een plaats (census-designated place) in de Amerikaanse staat Colorado, en valt bestuurlijk gezien onder El Paso County.

## Demografie
Bij de volkstelling in 2000 werd het aantal inwoners vastgesteld op 29.845.

## Geografie
Volgens het United States Census Bureau beslaat de plaats een oppervlakte van
38,9 km², waarvan 37,6 km² land en 1,3 km² water.

## Plaatsen in de nabije omgeving
De onderstaande figuur toont nabijgelegen plaatsen in een straal van 24 km rond Security-Widefield.